# Гребенепалий гекон
Гребенепалий гекон (Crossobamon) — рід геконів з підродини Справжні гекони. Має 2 види.

## Опис
Загальна довжина цих геконів сягає до 15 см, голова та тулуб приплюснутий, пальці довгі й прямі, на яких з боків є бахрома з витягнутою лускою. Тулуб стрункий, помірковано подовжений, який вкрито дрібною лускою. Вдовж тіла розташовані ряди більш великої круглястої луски.  Хвіст неламкий, тонкий. Зіниці вертикальні із зазубреними краями.

## Спосіб життя
Полюбляє пустелі та напівпустелі, веде наземний спосіб життя. Гарно бігає й лазить по скелях і деревах, активний вночі та у сутінках. Харчується комахами та їх личинками.
Це яйцекладні гекони, відкладає до 2 яєць, протягом сезону має 2—3 кладки.

## Розповсюдження
Гребенепалі гекони мешкають у країнах Середньої Азії, Афганістані, Пакистані, Ірані.

## Види
- Crossobamon eversmanni
- Crossobamon orientalis